# Flaviano Labò

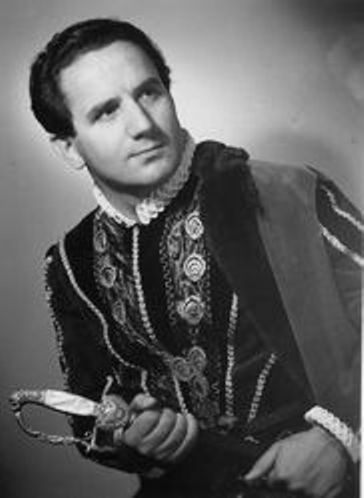
Flaviano Labò

Flaviano Labò (Borgonovo Val Tidone, 1º febbraio 1927 – Melegnano, 13 febbraio 1991) è stato un tenore italiano.

## Biografia
Mentre ancora serviva nell'esercito venne notato dal direttore d'orchestra Antonino Votto, compiendo in seguito gli studi musicali con Ettore Campogalliani a Mantova e Renato Pastorino a Milano e debuttando nel 1954 al Teatro Municipale di Piacenza in Tosca.
Dopo aver cantato in numerosi teatri in Italia, Europa e Sudamerica, il 29 novembre 1957 esordì al Metropolitan Opera di New York come protagonista de La forza del destino; nel teatro newyorchese si esibì per otto stagioni in altri tredici ruoli, fra cui Alfredo ne La traviata, Manrico ne Il trovatore, Radames in Aida, per un totale di 60 rappresentazioni.
Nel 1959 fu Calaf in Turandot e Rodolfo ne La bohème alla New York City Opera. Cantò inoltre a San Francisco, Filadelfia, Houston e New Orleans. Sempre nel 1959 vi furono altri due importanti debutti, alla Royal Opera House di Londra e al Palais Garnier di Parigi, entrambi come Radames.
Esordì alla Scala nel 1960 in Don Carlo (edizione che diede origine a un'incisione discografica) e fu presente in tutti i principali teatri italiani, tra cui Teatro dell'Opera di Roma, Maggio Musicale Fiorentino, Teatro Massimo di Palermo, Teatro La Fenice di Venezia, Arena di Verona. Fra gli altri importanti teatri esteri in cui cantò, la Staatsoper di Vienna, l'Opera di Zurigo, il Teatro Nacional de São Carlos di Lisbona, il Teatro Colón di Buenos Aires.
Particolarmente apprezzato nei ruoli eroici, nel suo repertorio figuravano anche Ernani, Macduff, il Rodolfo verdiano, Riccardo, Enzo, Turiddu. L'addio alle scene fu in Nabucco a Torino nel 1987. Morì in un incidente automobilistico all'età di 64 anni.

## Repertorio
| Ruolo                                     | Titolo                  | Autore      |
| ----------------------------------------- | ----------------------- | ----------- |
| Gualtiero                                 | Il pirata               | Bellini     |
| Faust                                     | Mefistofele             | Boito       |
| Lionetto de' Ricci                        | Gloria                  | Cilea       |
| Edgardo di Ravenswood Lord Arturo Backlaw | Lucia di Lammermoor     | Donizetti   |
| Andrea Chénier                            | Andrea Chénier          | Giordano    |
| Faust                                     | Faust                   | Gounod      |
| Canio                                     | Pagliacci               | Leoncavallo |
| Turiddu                                   | Cavalleria rusticana    | Mascagni    |
| Osaka                                     | Iris                    | Mascagni    |
| Enzo Grimaldo                             | La Gioconda             | Ponchielli  |
| Des Grieux                                | Manon Lescaut           | Puccini     |
| Rodolfo                                   | La bohème               | Puccini     |
| Mario Cavaradossi                         | Tosca                   | Puccini     |
| Pinkerton                                 | Madama Butterfly        | Puccini     |
| Dick Johnson                              | La fanciulla del West   | Puccini     |
| Calaf                                     | Turandot                | Puccini     |
| Cantante Italiano                         | Il cavaliere della rosa | Strauss     |
| Ismaele                                   | Nabucco                 | Verdi       |
| Ernani                                    | Ernani                  | Verdi       |
| Carlo VII                                 | Giovanna d'Arco         | Verdi       |
| Macduff                                   | Macbeth                 | Verdi       |
| Rodolfo                                   | Luisa Miller            | Verdi       |
| Manrico                                   | Il trovatore            | Verdi       |
| Alfredo Germont                           | La traviata             | Verdi       |
| Gabriele Adorno                           | Simon Boccanegra        | Verdi       |
| Riccardo                                  | Un ballo in maschera    | Verdi       |
| Don Alvaro                                | La forza del destino    | Verdi       |
| Don Carlo                                 | Don Carlo               | Verdi       |
| Radamès                                   | Aida                    | Verdi       |

## Discografia

### Incisioni in studio
- Don Carlo, con Antonietta Stella, Ettore Bastianini, Boris Christoff, Fiorenza Cossotto - dir. Gabriele Santini - Deutsche Grammophon 1961
- Manon Lescaut (selez.), con Anna Moffo, Robert Kerns - dir. René Leibowitz - RCA 1963
- Lucia di Lammermoor, con Margherita Guglielmi, Piero Cappuccilli, Silvano Pagliuca - dir. Ottavio Ziino - Supraphon 1968

### Registrazioni dal vivo
- La forza del destino, Met 1958, con Zinka Milanov, Mario Sereni, Cesare Siepi, dir. Fritz Stiedry - ed. Bongiovanni/House of Opera
- Aida, Città del Messico 1958, con Anita Cerquetti, Nell Rankin, Cornell MacNeil, Fernando Corena, dir. Antonio Narducci - ed. Lyric Distribution/Opera Depot
- Madama Butterfly, Buenos Aires 1958, con Antonietta Stella, Giuseppe Taddei, Tota de Igarzabal, dir. Franco Ghione - ed. Lyric Distribution
- La Gioconda, Buenos Aires 1960, con Lucilla Udovich, Aldo Protti, Mignon Dunn, Norman Scott, dir. Carlo Felice Cillario - ed. Opera Lovers/FIORI (MP3)
- La forza del destino, Fidenza 1961, con Marcella De Osma, Piero Cappuccilli, Ivo Vinco, Fiorenza Cossotto, dir. Ottavio Ziino - ed. Bongiovanni/Living Stage
- Tosca, Verona 1962, con Magda Olivero, Tito Gobbi, dir. Oliviero De Fabritiis - ed. House of Opera/Mitridate Ponto
- Tosca, Met 1964, con Leonie Rysanek, Gabriel Bacquier, dir. Nello Santi - ed. House of Opera
- Tosca, Rio 1964, con Magda Olivero, Giangiacomo Guelfi, dir. Francesco Molinari Pradelli - ed. Opera Lovers
- Mefistofele, Rio 1964, con Cesare Siepi, Magda Olivero, Rita Orlandi Malaspina, dir. Francesco Molinari Pradelli - ed. House of Opera
- La traviata, Rio 1964, con Leyla Gencer, Piero Cappuccilli, dir. Nicola Rescigno - ed. Bongiovanni/Opera Lovers/House of Opera
- Ernani, Buenos Aires 1964, con Margherita Roberti, Cornell MacNeil, Jerome Hines, dir. Fernando Previtali - ed. Lyric Distribution
- Un ballo in maschera, Madrid 1966 - con Elena Souliotis, Kostas Paskalis, Dora Minarchi, dir. Oliviero De Fabritiis - ed. Opera Depot
- La bohème, Filadelfia 1966 - con Mirella Freni, Franco Iglesias, Louis Sgarro, Maria Cleva, dir. Anton Guadagno - ed. Bongiovanni
- Turandot, Met 1966, con Anita Välkki, Teresa Stratas, Bonaldo Giaiotti, dir. Kurt Adler ed. House of Opera
- La Gioconda, Met 1967, con Renata Tebaldi, Sherrill Milnes, Biserka Cvejic, Bonaldo Giaiotti, dir. Fausto Cleva - ed. House of Opera
- Aida, Met 1967, con Gabriella Tucci, Elena Cernei, Sherrill Milnes, Jerome Hines, dir. Thomas Schippers - ed. House of Opera
- Il pirata, Firenze 1967 - con Montserrat Caballé, Piero Cappuccilli, dir. Franco Capuana - ed. G.O.P./Opera D'Oro
- Luisa Miller, Buenos Aires 1968, con Luisa Maragliano, Cornell MacNeil, Nicola Rossi-Lemeni, Franca Mattiucci, dir. Bruno Bartoletti - ed. Opera Lovers
- Un ballo in maschera, Roma-RAI 1969 - con Montserrat Caballè, Mario Sereni, Erzebet Komlossy, dir. Bruno Bartoletti - ed. GDS/House of Opera
- La bohème, Met 1969, con Gabriella Tucci, William Walker, Jean Fenn, Justino Diaz, dir. Kurt Adler - ed. House of Opera
- Gloria, Torino-RAI 1969, con Margherita Roberti, Lorenzo Testi, Ferruccio Mazzoli, dir. Fernando Previtali - ed.Memories/Bongiovanni
- Faust (in italiano), Genova 1970, con Renata Scotto, Ruggero Raimondi, Piero Cappuccilli, dir. Mario Gusella - ed. Bongiovanni
- Aida, Venezia 1970, con Gabriella Tucci, Fiorenza Cossotto, Aldo Protti, Ivo Vinco, dir. Fernando Previtali - ed. Mondo Musica
- La forza del destino, Bologna 1970, con Rita Orlandi Malaspina, Mario Zanasi, Paolo Washington, Franca Mattiucci, dir. Mario Rossi
- Il trovatore, Palermo 1971, con Raina Kabaivanska, Piero Cappuccilli, Fiorenza Cossotto, Giovanni Foiani, dir. Antonino Votto - ed. Opera Lovers
- Turandot, Tokyo 1971, con Marion Lippert, Lidia Marimpietri, Plinio Clabassi, dir. Lovro von Matačić - ed. House of Opera
- Giovanna d'Arco, Roma 1972, con Katia Ricciarelli, Mario Sereni, dir. Bruno Bartoletti - ed. Lyric Distribution
- Giovanna d'Arco, Venezia 1972, con Katia Ricciarelli, Mario Zanasi, dir. Carlo Franci - ed. Foyer/Mondo Musica
- Tosca (DVD), Tokyo 1973, con Raina Kabaivanska, Giampiero Mastromei, dir. Oliviero De Fabritiis - ed. Encore
- Il trovatore, Buenos Aires 1974, con Elinor Ross, Matteo Manuguerra, Irina Arkhipova, dir. Carlo Felice Cillario - ed. Premiere Opera
- Manon Lescaut, Piacenza 1974, con Virginia Zeani, Alberto Rinaldi, dir. Umberto Cattini - ed. Bongiovanni.

### Brani singoli
- La bohème: Che gelida manina, Fedora: Amor ti vieta, La Gioconda: Cielo e mar, Tosca: Recondita armonia, E lucevan le stelle, Turandot: Non piangere Liù, Nessun dorma, La forza del destino: Oh tu che in seno (Decca 1956)
- Macbeth: Ah la paterna mano, Simon Boccanegra: Cielo pietoso rendila, Il trovatore: Ah si ben mio, Turandot: Non piangere Liù, Carmen: Il fior che avevi, Lohengrin: Da voi lontan, Loreley: Nel verde maggio, Andrea Chénier: Vicino a te s'acqueta - con Gianna Galli (archivio RAI-Torino 1969)
- Recital "Il mito dell'opera": vol. I, II e III: Registrazioni dal vivo 1957-74 ed. Bongiovanni
- Recital "Il mito dell'opera": "Flaviano Labò-Magda Olivero in concerto" dal vivo Marsiglia 1973 ed. Bongiovanni